# Moguai (geslacht)
Moguai is een geslacht van kreeftachtigen uit de klasse van de Malacostraca (hogere kreeftachtigen).

## Soorten
- Moguai aloutos C. G. S. Tan & Ng, 1999
- Moguai elongatum (Rathbun, 1931)
- Moguai pyriforme Naruse, 2005